# Kevorkian (americká hudební skupina)
Kevorkian je americká death/groove metalová kapela založená v roce 1997 v Bostonu v Massachusetts a pojmenovaná podle amerického lékaře, patologa a propagátora eutanazie Jacka Kevorkiana.
Debutní studiové album s názvem Immortality in Culture vyšlo v roce 2002, obsahuje mj. coververzi písně …Baby One More Time od Britney Spears.

## Členové kapely
- Neal Davis – kytara
- Brad Kensinger – vokály, kytara
- Ramon Radosav – baskytara
- Danny Moncada – bicí

## Diskografie
Promo nahrávky
- Promo 1999 (1999)
- Promo 2002 (2002)
- Promo 2006 (2006)

Studiová alba
- Immortality in Culture (2002)